# Корнель, Мишель Младший
Мишель Корнель Младший, также известный как Мишель Анж (Мишель Ангел) и Корнель де Гобелен (фр. Michel Corneille le Jeune, Michel II Corneille, Michel-Ange, Corneille des Gobelins; 1642, Париж — 16 августа 1708, Париж) — французский рисовальщик, живописец и гравёр, мастер офорта.

## Биография
Мишель Корнель — сын художника Мишеля Корнеля Старшего (ок. 1601—1664). Его обычно называют Мишелем Корнелем Младшим, или Мишелем Корнелем Вторым, чтобы отличать от отца, а иногда его называют Мишелем Корнелем Старшим (Corneille l’Aîné), чтобы отличать от младшего брата Жана-Батиста Корнеля (1649—1695), также художника.
Мишель Корнель Младший учился живописи сначала у отца, а затем у королевских художников Шарля Лебрена и Пьера Миньяра, оказавших большое влияние на его творчество. Вначале он посвятил себя исторической живописи и стал обладателем Римской премии, учреждённой Королевской академией живописи и скульптуры, что позволило ему отправиться в Италию, где он провёл несколько лет (1659—1663).
Большую часть времени своего пребывания в Италии он посвятил копированию произведений итальянских мастеров. Однако, чувствуя себя стеснённым ограничениями требований Академии, он отказался от денег, чтобы изучать древности по-своему. Под влиянием эклектизма Болонской академии он учился у братьев Карраччи и формировал свой индивидуальный стиль по их образцу. В 1663 году он вернулся в Париж и был избран членом Королевской академии за представленную картину «Явление Христа Святому Петру после Его Воскресения». В 1673 году он стал адъюнктом, а в 1690 году — полным профессором Академии.
По возвращении из Италии 19 сентября 1663 года Мишель Корнель был избран членом Королевской академии благодаря картине «Призвание апостолов». В 1690 году он был назначен профессором и создал множество религиозных картин, таких как «Отдых на пути в Египет» и «Призвание святых Петра и Андрея», в которых чувствуется влияние братьев Карраччи. Он также был плодовитым гравёром, и большая часть его рисунков, около четырёхсот, ныне хранится в Лувре в Париже.
Мишель Корнель Младший работал для короля в Мёдоне, Фонтенбло, а также в Большом Трианоне в Версале, где он написал «Флору и Зефир» и «Суд Мидаса». В Версале он получил важный королевский заказ на украшение потолка Салона королевы в парадных покоях дворца.
Он также создал фрески для нескольких крупных парижских церквей. В течение многих лет Мишель Корнель работал на Мануфактуре гобеленов в Париже, изготавливая картоны для шпалер, поэтому его иногда и называли «Корнель де Гобелен». Он умер на фабрике в 1708 году.

## Галерея
- Аполлон и прислуживающие ему нимфы. Бумага, бистр, кисть, перо, белила. Прадо, Мадрид
- Ирида и Юпитер. 1701. Холст, масло. Версаль
- Покаяние Великого Конде. Ок. 1691. Холст, масло. Музей Великого века, Сен-Клу
- Святой Григорий, вознесённый на небеса. Эскиз росписи купола капеллы Сен-Грегуар в церкви Дома Инвалидов. Музей Карнавале, Париж
- Призвание Святого Петра и Святого Андрея. Музей изящных искусств, Рен
- Michel Нахождение Моисея. Ок. 1675. Холст, масло. Частное собрание